# Stare staționară
În teoria sistemelor se spune că un sistem este într-o stare staționară dacă variabilele (numite parametri de stare) care definesc comportamentul sistemului rămân neschimbate în timp. Asta înseamnă că pentru acele proprietăți {\displaystyle \Phi } ale sistemului derivata parțială față de timp este zero și rămâne așa:
{\displaystyle {\frac {\partial \Phi }{\partial t}}=0}     în prezent și viitor.
Dacă într-o stare staționară fluxurile sunt nule se vorbește de o stare de echilibru. Noțiunea de stare de echilibru are relevanță în multe domenii, în special în termodinamică, economie și inginerie. Dacă un sistem este într-o stare de echilibru, atunci comportamentul observat recent al sistemului va continua în viitor. În sistemele stohastice probabilitățile ca diverse stări să se repete vor rămâne constante.
În multe sisteme, o stare de echilibru nu este atinsă decât după un timp de la pornirea sau inițierea sistemului. Această situație inițială este adesea identificată ca o stare tranzitorie, perioadă de pornire sau de încălzire. De exemplu, în timp ce curgerea unui fluid printr-o țeavă sau a electricității printr-o rețea ar putea fi într-o stare constantă ca urmare a unui flux constant de fluid sau electricitate, un rezervor care este golit sau umplut cu fluid sau un condensator care este golit sau umplut cu sarcini electrice este un sistem în stare tranzitorie, deoarece cantitatea de fluid, respectiv sarcină se modifică în timp.
Adesea apropierea de o stare de echilibru se produce asimptotic.

## Exemple

### În economie
O economie staționară este o economie (în special o economie națională, dar este posibil să fie cea a unui oraș, a unei regiuni sau a lumii) de dimensiuni stabile, cu o populație stabilă și un consum stabil care rămâne la sau sub capacitatea de transport. În modelul de creștere economică al lui Robert Solow și Trevor Swan, starea de echilibru apare atunci când investiția brută în capitalul fizic este egală cu deprecierea, caz în care economia atinge echilibrul economic, care poate apărea în timpul unei perioade de creștere.

### În electrotehnică și electronică
În electrotehnică și electronică starea staționară este o condiție de echilibru a unui circuit sau rețea care se realizează când efectele tranzitorii nu mai sunt importante. Starea de echilibru este, de asemenea, utilizată ca o aproximare în sistemele cu semnale tranzitorii în curs, cum ar fi sistemele audio, pentru a permite o primă analiza simplificată a performanțelor. Analiza stării de echilibru sinusoidale este o metodă de analiză a circuitelor de curent alternativ folosind aceleași tehnici ca și pentru rezolvarea circuitelor de curent continuu.
Capacitatea unei mașini electrice sau a unui sistem energetic de a reveni la starea inițială/anterioară staționară în urma unei perturbații se numește stabilitate.

### În mecanică
În mecanică despre un mecanism care lucrează fără a-și modifica parametrii se spune că este într-o stare staționară. Un exemplu este oscilația întreținută a pendulului unei pendule⁠(d). În stare staționară oscilația respectivă are amplitudine și frecvență constante.

### În mecanica fluidelor
În dinamica fluidelor despre o turbină hidraulică sau o pompă centrifugă care nu-și schimbă regimul de funcționare se spune că sunt într-o stare staționară. De asemenea, în hidrotehnică orice curgere care nu-și schimbă regimul este considerată ca fiind într-o stare staționară. În acestea în starea staționară nu se modifică vitezele, presiunile și debitele.
Un exemplu de curgere care poate atinge o stare staționară este cea dintr-o cadă în care curge apă dintr-un robinet deschis iar dopul este scos. După un anumit timp debitul apei evacuate egalează debitul robinetului și nivelul apei din cadă se stabilizează.

### În termotehnică
În termotehnică despre o mașină termică sau un utilaj termic care nu-și schimbă regimul de funcționare se spune că sunt într-o stare staționară. Exemple sunt turbinele cu abur și cu gaze, care lucrează în ciclu termodinamic deschis, respectiv schimbătoarele de căldură, care sunt și ele sisteme termodinamice deschise, însă în care toți parametrii de stare și toate fluxurile din ele sunt constante. Termenul se poate folosi și la funcționări ciclice, dar care se repetă identic, cum ar fi la motoarele cu ardere internă care lucrează în regim stabilizat.

### În ingineria chimică
În ingineria chimică o stare staționară este o situație în care se realizează atât echilibrul fluxului masic,  cât și echilibrul termodinamic (parametrii pot varia spațial, dar sunt constanți în fiecare punct), iar reacția chimică se produce cu o viteză constantă. Starea staționară diferă de noțiunea de echilibru chimic. Un exemplu de proces staționar este cel dintr-o coloană de sinteză care lucrează în regim stabilizat.

### În biochimie și fiziologie
În biochimie și fiziologie o stare staționară este o stare de echilibru în care fluxurile masice (inclusiv compoziția lor) și energetice care alimentează organismele sunt constante, ca și disipările. Starea staționară este legată de noțiunea de homeostazie. Totuși, expresia stare staționară se poate folosi și pentru procese ciclice care se repetă identic.